# Relojes Centenario
Relojes Centenario es una fábrica de relojes mexicana y la primera fábrica de relojes monumentales de Latinoamérica, fundada por Alberto Olvera Hernández en 1918. Comenzó originalmente como un pequeño taller en la granja familiar en el municipio de Zacatlán, Puebla, México. El primer reloj elaborado fue para la misma granja y el siguiente para a la iglesia principal de Chignahuapan, Puebla, que todavía sigue en funcionamiento. El nombre «Centenario» fue adoptado en 1921, para conmemorar el centenario del fin de la Guerra de Independencia de México. Para 2012, la empresa había construido más de 2000 relojes monumentales, utilizados principalmente en iglesias y edificios gubernamentales, además ha reparado otros relojes mexicanos y europeos. Hay relojes Centenario en la mayor parte de México y también en el extranjero. En 1993, la compañía abrió un museo del reloj en el nivel superior de la fábrica, el museo y la fábrica están abiertos al público de forma gratuita.

## Alberto Olvera Hernández

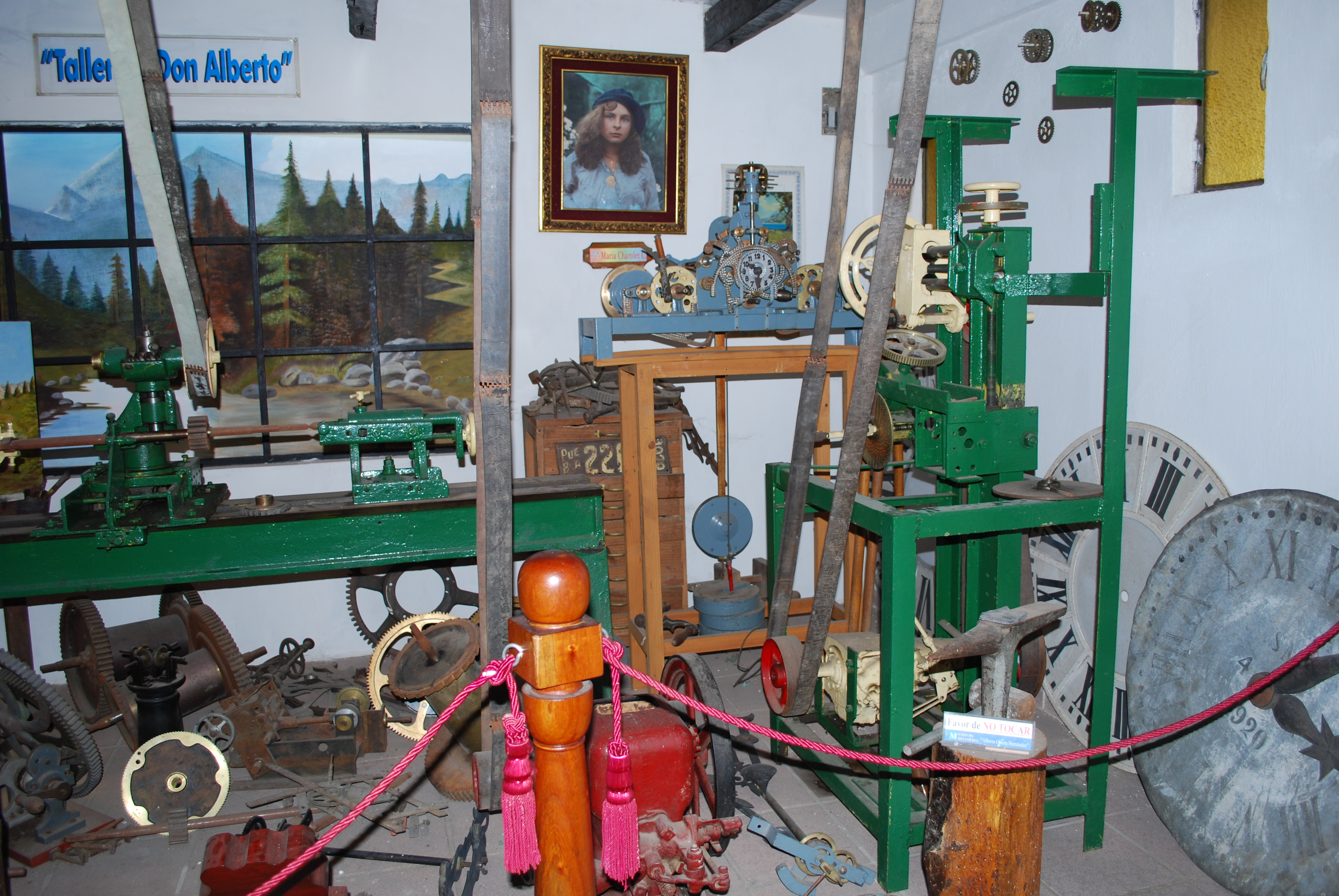
Maquinaria del taller de Olvera Hernández.

Alberto Olvera Hernández nació el 2 de marzo de 1892 en la granja Coyotepec ubicada en la periferia de la ciudad de Zacatlán, Puebla. Desde joven mostró aptitudes para la mecánica, reparaba e inventaba máquinas y registró la patente de un cambiador de pista para trenes eléctricos en 1920.
Su interés por los relojes comenzó cuando se descompuso el reloj que estaba sobre la chimenea de su casa y él intentó repararlo. En 1909, a los 17 años de edad, comenzó a fabricar su primer reloj monumental con chatarra y madera de la granja familiar. Construyó un taller de relojería en la granja donde trabajó hasta 1929, cuando el negocio ya era lo suficientemente exitoso para contar con un ayudante y varios aprendices.
Trasladó su taller a la ciudad de Zacatlán y estableció la empresa Relojes Centenario, que permanece en el mismo lugar. Su trabajo le valió varios reconocimientos de parte del gobierno de la ciudad, fue nombrado «Hijo Predilecto», recibió la Medalla de Honor al Mérito y la Medalla Xiutec.

## Historia

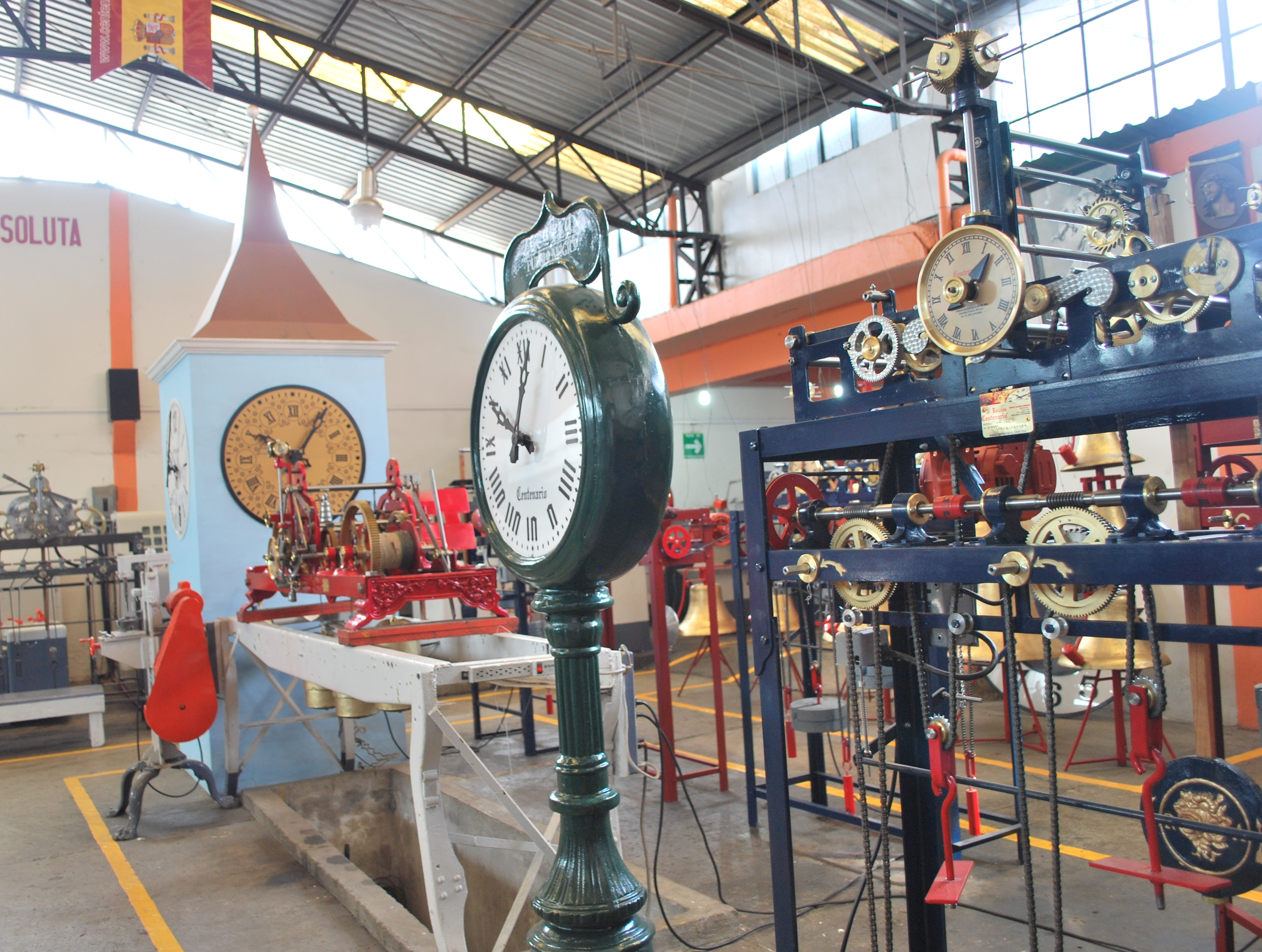
Vista del interior de la empresa.

Relojes Centenario es la primera fábrica de relojes monumentales de América Latina. Hasta 2012, sus dueños han fabricado más de 2000 relojes monumentales que se han instalado en iglesias, palacios municipales y otros edificios de gobierno, torres, centros comerciales, hoteles y otros lugares; han restaurado y automatizado más de 600 relojes monumentales de origen europeo; brindan servicio de reparación de relojes en diferentes partes de México y entrenan a técnicos de la localidad en el cuidado y mantenimiento de los relojes que instalan.
El primer reloj que instalaron fuera de la granja fue el de la iglesia de Santiago Apóstol en Chignahuapan en 1919, este reloj, cuya construcción tomó un año, todavía sigue funcionando. El siguiente fue instalado en Libres en 1921, ese mismo año se adoptó el nombre de Relojes Centenario, para conmemorar el centenario del fin de la Guerra de Independencia de México. En 1930, Olvera Hernández edificó su propia hacienda llamada «La Quinta María» donde instaló el segundo taller de relojería; la ubicación actual en el centro de Zacatlán fue adquirida en 1966, lo que permitió a la empresa aumentar la producción. En 1975, Centenario se estableció como una corporación legal.
La compañía es dirigida por los hijos y nietos de Olvera Hernández, el gerente general es José Luis Olvera Cárdenas. Cada año instala entre setenta y ochenta relojes en diferentes lugares de México y el extranjero; solamente en México hay más de 1500 relojes Centenario. En 1982, la empresa abrió una oficina en la Ciudad de México en la Colonia Tepeyac Insurgentes. En 1993, fue inaugurado el museo del reloj, nombrado en honor de Olvera Hernández; la tienda de regalos, llamada «La Casa del Tiempo» fue inaugurada en 2003. En la década de 2000, la compañía experimentó con carillones digitales programados para tocar música regional y el «Ave María».
Según el gerente general, cada reloj creado por Relojes Centenario es único y no existen dos iguales. Uno de los ejemplares más notables fabricados por la empresa es el reloj de flores en el Parque Hundido de la Ciudad de México, uno de los más grandes del mundo, que ocupa un espacio de 78 m² y tiene una carátula de diez metros de diámetro. Otro reloj está en la Basílica de Nuestra Señora del Roble en Monterrey y tiene cuatro caras de cuatro metros de diámetro cada una. El reloj floral de Zacatlán se instaló en 1986, está ubicado en la plaza principal y tiene dos caras de cinco metros de diámetro controladas por el mismo mecanismo y un carillon de alto realismo que ejecuta melodías diferentes que varían según la época del año y la hora del día. Es el primero en su tipo y se ha convertido en un símbolo de la ciudad.
Otro de sus relojes está en Tulantepec, Hidalgo (cerca de Tulancingo), que toca el Himno Nacional Mexicano a las 6:00 y 18:00 horas junto con el Himno Guadalupano dedicado a la Virgen de Guadalupe; también tiene otras melodías que suenan cada cuarto de hora; está totalmente automatizado a través de un sistema de contrapesos. Los relojes monumentales buenos tienen carillones para dar sus campanadas; las melodías son elegidas por los clientes basados generalmente en las tradiciones musicales de la zona, así como en las preferencias personales. Uno de los relojes que está instalado en Torreón ejecuta cada hora «La Filomena»; el de flores que está ubicado en Tuxtla Gutiérrez toca el vals «Tuxtla» y «Las Chiapanecas»; y el que se encuentra en Santa Bárbara, una ciudad minera de Chihuahua, interpreta «Amor Perdido».

## Museo de relojería

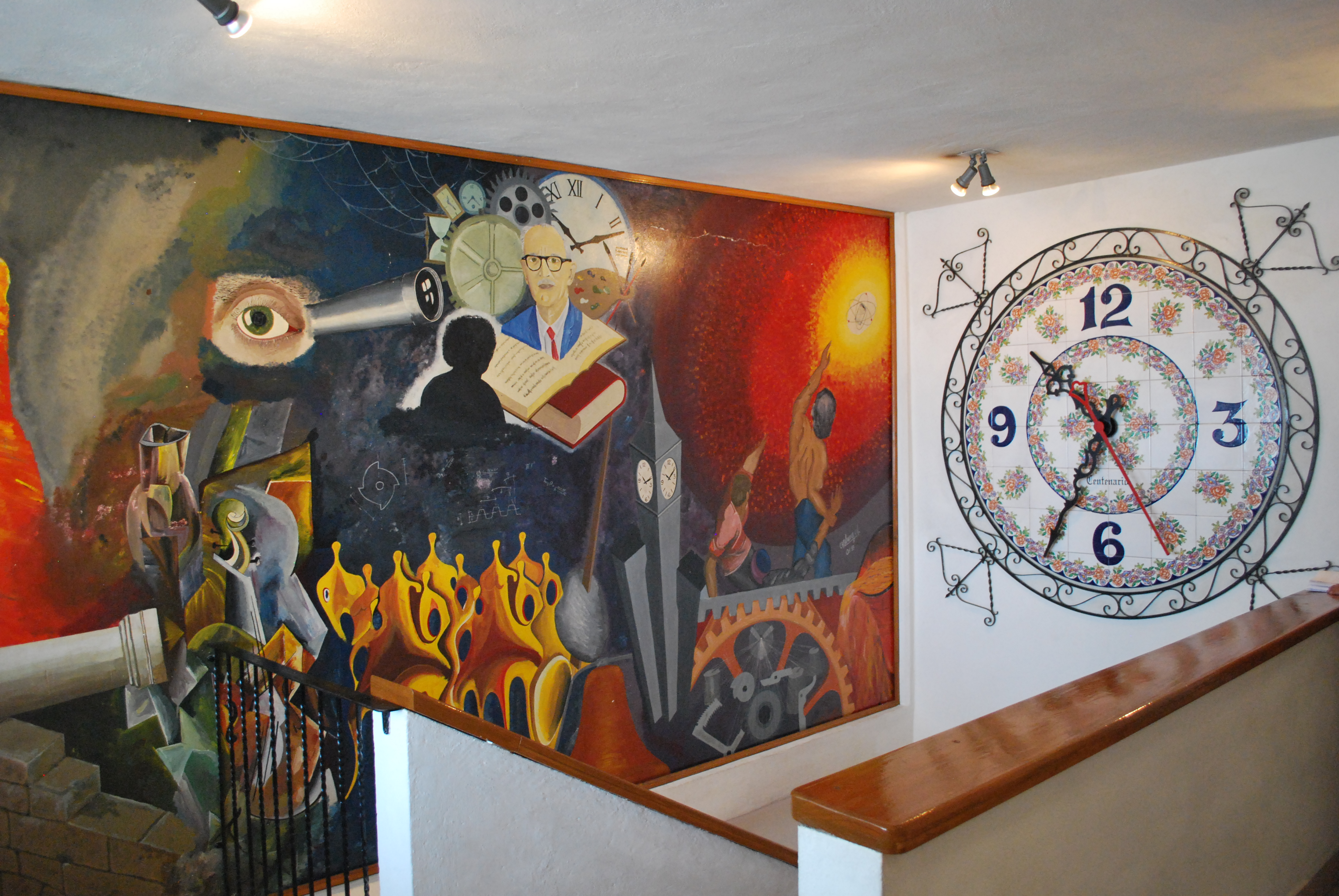
Vista de la escalera con el mural.

El Museo de Relojería Alberto Olvera Hernández se creó en 1993 y fue nombrado en honor del fundador de Relojes Centenario. Alberga relojes originales y réplicas para mostrar los diferentes métodos de medición del tiempo a lo largo de la historia. La exhibición incluye ejemplares de relojes de sol utilizados 2000 años antes de Cristo, relojes de velas y relojes fabricados con lámparas de aceite. También presentan al público diferentes modelos de relojes mecánicos. Una pieza única en su tipo es una estatua reloj del mago Merlin, cuyos brazos marcan el tiempo, pero solo durante doce horas al día, durante la noche los brazos descansan. La entrada a la fábrica y el museo es gratuita. Al Museo se llega a pie a través de la fábrica, que está abierta a los visitantes que así pueden ser testigos de todos los procesos de producción, desde la fundición del metal hasta la prueba final de la pieza terminada.
Para llegar al museo hay que ascender a través de una escalera que tiene un mural. En el mural están representados los acontecimientos relevantes en la vida de Alberto Olvera Hernández. Este aparece en el centro de un círculo formado por iconos relacionados con el tiempo, libros relacionados con su propia formación y un perfil de su esposa, Maria Charolet. A continuación se presentan doce figuras que representan a sus doce hijos, así como el violín y la mandolina que acostumbraba tocar.